# Lélio Gama
Lélio Itapuambyra  Gama (* 29. August 1892 in Rio de Janeiro; † 21. Juli 1981 ebenda) war ein brasilianischer Mathematiker, Astronom und Geophysiker. Er war 1952 bis 1965 der erste Direktor des Instituto de Matemática Pura e Aplicada (IMPA) und 1951 bis 1967 Direktor des nationalen Observatoriums in Rio.

## Leben und Werk
Gama machte 1914 seinen Abschluss als Ingenieur an der Ingenieursschule (Polytechnikum) in Rio und arbeitete auch eine Zeitlang als Ingenieur, bevor er Astronom am Observatorium in Rio wurde. Er war auch Professor am Polytechnikum. Er forschte über Differentialgeometrie, wandte sich dann aber wegen der damaligen isolierten Stellung der Mathematik in Brasilien der Astronomie zu. Manfredo do Carmo hebt eine Arbeit über Geodäten auf Rotationsellipsoiden und Sphäroiden hervor (mit Anwendung in der Geodäsie), die er als Habilitation 1929 für den Lehrstuhl der Astronomie am Polytechnikum erstellte.
Er war 1956 bis 1964 Mitglied des Komitees für Astronomische Zeit und Erdrotation der International Astronomical Union. Er verbesserte das Talcott-Verfahren bei Zenitteleskopen.
Eine Straße in Rio (mit einigen der höchsten Wolkenkratzer der Stadt) ist nach ihm benannt.

## Schriften
- Notion de proximité et espaces à structure sphéroidale, American Journal of Mathematics, Band 67, 1945, S. 42–58 (sein Konzept sphäroidaler Räume ist dasselbe wie Uniforme Räume nach André Weil, eingeführt 1937)
- Limits d’ensemble dans les espaces abstraits, Summa Brasiliensis Mathematicae 1, 1945/46